# Marco Di Vaio
Marco Di Vaio (ur. 15 lipca 1976 w Rzymie) – włoski piłkarz występujący na pozycji napastnika.

## Życiorys
Wychowanek rzymskiego Lazio. Ostatnio grał w zespole Montreal Impact. Poprzednio grał między innymi w Juventusie, Valencii i AS Monaco. Swój ostatni mecz w reprezentacji Włoch zaliczył 22 czerwca 2004 roku w spotkaniu przeciwko Bułgarii na EURO 2004. Karierę skończył w październiku 2014 roku.